# Wrasse Records
Wrasse Records – założona w 1998 roku przez Iana i Jo Ashbridge. Wytwórnia zajmuje się gatunkiem muzycznym zwanym World music, pracują z takimi artystami jak Fela Kuti, Rachid Taha, Ismael Lo, Souad Massi, Angélique Kidjo i Pink Martini.